# 新栄町 (豊橋市)
新栄町（しんさかえまち）は、愛知県豊橋市の地名。

## 地理
豊橋市西部に位置する。東は花田町・菰口町、西は小向町、南は牟呂町、北は吉川町に接する。

### 字一覧
- 一本木（いっぽんぎ）[WEB 5]
- 大溝（おおみぞ）[WEB 5]
- 汐焼（しおやけ）[WEB 5]
- 新田中（しんでんなか）[WEB 5]
- 鳥畷（とりなわて）[WEB 5]
- 東小向（ひがしこむかい）[WEB 5]
- 南小向（みなみこむかい）[WEB 5]
- 牟呂下（むろした）[WEB 5]

## 歴史

### 人口の変遷
国勢調査による人口および世帯数の推移。
| 1995年（平成7年）  | 906世帯 2439人  |  |
| 2000年（平成12年） | 1229世帯 3158人 |  |
| 2005年（平成17年） | 1483世帯 3668人 |  |
| 2010年（平成22年） | 1646世帯 3945人 |  |
| 2015年（平成27年） | 1806世帯 4245人 |  |

### 沿革
- 1932年（昭和7年） - 渥美郡牟呂吉田村大字西豊田の一部により、豊橋市新栄町が成立[2]。

## 交通
- 国道23号[1]
- 愛知県道豊橋環状線[1]

## 施設
- 豊橋市西部地区体育館[1]
- 東愛知新聞社[1]
- 浄土宗東光寺[1]
- 神明社[1]

### WEB
1. ↑  “愛知県豊橋市の町丁・字一覧”.   人口統計ラボ. 2023年4月13日閲覧。
2. ↑  総務省統計局 (2017年1月27日). “平成27年国勢調査の調査結果(e-Stat) - 男女別人口及び世帯数 －町丁・字等” (CSV). 2021年7月21日閲覧。
3. ↑  “愛知県豊橋市の郵便番号一覧”.   日本郵便. 2023年4月13日閲覧。
4. ↑  “市外局番の一覧” (PDF).   総務省 (2022年3月1日). 2022年3月22日閲覧。
5. 1 2 3 4 5 6 7 8  “愛知県豊橋市 住所一覧から地図を検索”.   ONE COMPATH. 2023年8月17日閲覧。
6. ↑  総務省統計局 (2014年3月28日). “平成7年国勢調査の調査結果(e-Stat) - 男女別人口及び世帯数 －町丁・字等” (CSV). 2021年7月20日閲覧。
7. ↑  総務省統計局 (2014年5月30日). “平成12年国勢調査の調査結果(e-Stat) - 男女別人口及び世帯数 －町丁・字等” (CSV). 2021年7月20日閲覧。
8. ↑  総務省統計局 (2014年6月27日). “平成17年国勢調査の調査結果(e-Stat) - 男女別人口及び世帯数 －町丁・字等” (CSV). 2021年7月21日閲覧。
9. ↑  総務省統計局 (2012年1月20日). “平成22年国勢調査の調査結果(e-Stat) - 男女別人口及び世帯数 －町丁・字等” (CSV). 2021年7月21日閲覧。
10. ↑  総務省統計局 (2017年1月27日). “平成27年国勢調査の調査結果(e-Stat) - 男女別人口及び世帯数 －町丁・字等” (CSV). 2021年7月21日閲覧。

### 書籍
1. 1 2 3 4 5 6 7 8  「角川日本地名大辞典」編纂委員会 1989, p. 1788.
2. ↑  「角川日本地名大辞典」編纂委員会 1989, p. 708.